# Municipio de Cherry Grove-Shannon
El municipio de Cherry Grove-Shannon (en inglés: Cherry Grove-Shannon Township) es un municipio ubicado en el condado de Carroll en el estado estadounidense de Illinois. En el año 2010 tenía una población de 1485 habitantes y una densidad poblacional de 10,76 personas por km².

## Geografía
El municipio de Cherry Grove-Shannon se encuentra ubicado en las coordenadas 42°8′50″N 89°46′39″O / 42.14722, -89.77750. Según la Oficina del Censo de los Estados Unidos, el municipio tiene una superficie total de 138.07 km², de la cual 138,05 km² corresponden a tierra firme y (0,02 %) 0,02 km² es agua.

## Demografía
Según el censo de 2010, había 1485 personas residiendo en el municipio de Cherry Grove-Shannon. La densidad de población era de 10,76 hab./km². De los 1485 habitantes, el municipio de Cherry Grove-Shannon estaba compuesto por el 98,72 % blancos, el 0,07 % eran afroamericanos, el 0,2 % eran amerindios, el 0,47 % eran asiáticos y el 0,54 % eran de una mezcla de razas. Del total de la población el 1,41 % eran hispanos o latinos de cualquier raza.